# Zdislavice
Zdislavice település Csehországban, a Benešovi járásban. Zdislavice Rataje, Javorník, Vracovice, Miřetice, Řimovice, Kuňovice, Vlašim és Chlum településekkel határos. Lakosainak száma 509 fő (2024. január 1.).

## Népesség
A település lakosságának változását az alábbi diagram mutatja:
| Lakosok száma | 716  | 700  | 687  | 580  | 538  | 529  | 550  | 535  | 518  | 509  |
|               | 1869 | 1890 | 1921 | 1950 | 1980 | 2001 | 2017 | 2019 | 2022 | 2024 |